# Exército privado
Um exército privado (ou militares privados) é uma força militar ou paramilitar composta por combatentes armados, que devem sua lealdade a uma pessoa, grupo ou organização privada, em vez de uma nação ou estado. 

## História
Os exércitos privados podem se formar quando os proprietários de terra armarem os empregados domésticos para a proteção de si e da propriedade em tempos de conflito e onde e quando o governo central estiver fraco. Esses exércitos privados existiram, por exemplo, no Império Romano após o colapso da autoridade central. A dinâmica em jogo nessas circunstâncias pode ser observada na Colômbia dos dias de hoje: por um lado, há as forças afiliadas aos cartéis de drogas existentes para proteger sua criminalidade e, por outro, as dos proprietários criadas para resistir a sequestros e extorsões, ou seja, as Autodefesas Unidas da Colômbia.
Em muitos lugares, esses empregados domésticos privados evoluíram para estruturas semelhantes a feudos, formalizando obrigações e alianças e tornando-se tropas domésticas e, em alguns casos, conquistando forças para permitir-lhes usurpar o poder de seu suserano nominal ou criar novos estados soberanos.
Exércitos privados também podem se formar quando correligionários se unem para defender-se da perseguição real e percebida e para promover seu credo, por exemplo, os Hussitas, a Legião Mórmon de Nauvoo e o Exército Mahdi no Iraque; por causa de sua natureza, tais milícias são formadas ou caem sob a influência de líderes carismáticos e podem se tornar instrumentos de ambição pessoal.

## Exemplos
- Sōhei: os monges guerreiros do Japão deviam sua lealdade não ao estado ou mesmo ao Imperador, mas aos seus mosteiros.
- Ordens cruzadas: por exemplo, os Cavaleiros Templários, os Cavaleiros Hospitalários e os Cavaleiros Teutônicos.
- Irmãos das Vitualhas, uma irmandade de piratas que por um tempo se tornou uma potência no mar Báltico.
- Os Exércitos da Presidência da Companhia Britânica das Índias Orientais e as forças armadas da Companhia Holandesa das Índias Orientais. Ambos possuíam frotas poderosas e administravam estados muitas vezes do tamanho de suas terras natais.
- Os militares dos Estados principescos indianos, sob o Raj britânico, que eram principalmente para deveres cerimoniais, proteção de seus príncipes e segurança interna dentro de seus estados.
- Atholl Highlanders, o único exército privado legal moderno da Europa, agora puramente cerimonial.[1]
- Batalhão Dnipro, fundado e controlado pelo oligarca ucraniano Ihor Kolomoisky.[2]
- O Grupo Wagner é um exército privado russo, que tem atuado no conflito armado entre Rússia e Ucrânia.
- Os Freikorps alemães após a Primeira Guerra Mundial eram geralmente apenas leais aos seus comandantes, e não à República de Weimar.